# Marta Petreu
Marta Petreu este pseudonimul literar al Rodicăi Marta Vartic (născută Rodica Marta Crișan; n. 14 martie 1955, comuna Jucu de Jos, județul Cluj, Transilvania), profesoară, scriitoare și editoare. 

## Biografii
Licenițiată a Facultății de Istorie și Filosofie a Universității din Cluj în anul 1980. Este căsătorită cu criticul Ion Vartic. S-a format în ambianța intelectuală a mișcării literare „Echinox” de la Universitatea Babeș-Bolyai din Cluj.
Este profesoară de istoria filosofiei românești la Universitatea Babeș-Bolyai din Cluj și redactor-șef (din 1990) al revistei Apostrof, publicație mensuală editată de Uniunea Scriitorilor din România și de Fundația Culturală Apostrof.
A obținut un doctorat în filosofie la Universitatea din București, cu teza Valențele estetice ale anamorfozei logice (1992), conducător științific fiind profesorul Ion Ianoși.
În 1977, a debutat publicistic cu poezie în Tribuna, și editorial cu volumul de poezie „Aduceți verbele” în 1981.

## Roman

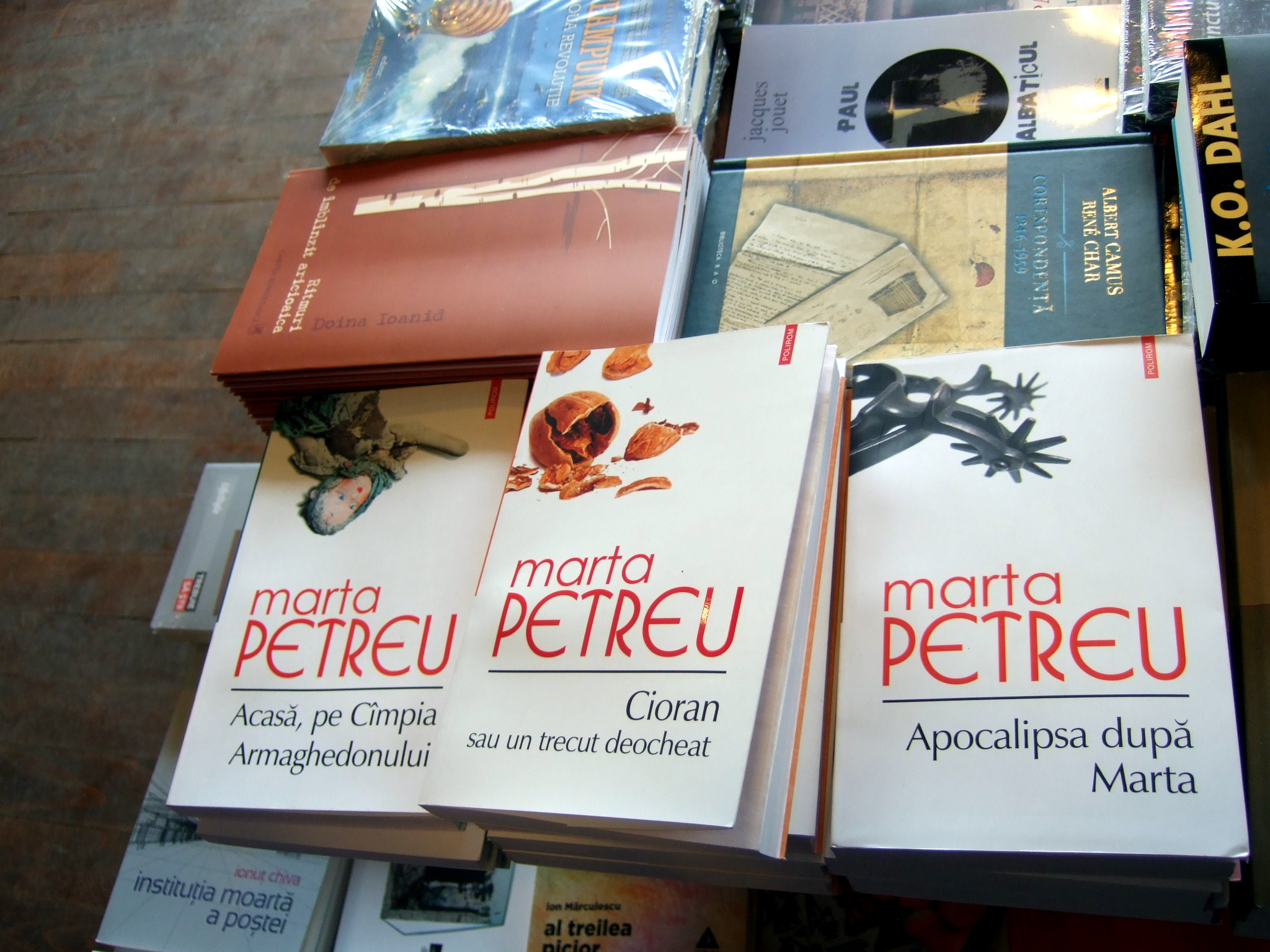

- Acasă, pe Cîmpia Armaghedonului, Iași, Ed. Polirom, 2011, serie de autor
- Supa de la miezul nopții, Iași, Ed. Polirom, 2017

## Poezie
- Aduceți verbele (1981)
- Dimineața tinerelor doamne (1983)
- Loc psihic (1991)
- Poeme nerușinate (1993)
- Cartea mîniei (1997)
- Apocalipsa după Marta (1999)
- Falanga (2001)
- Scara lui Iacob (2006)[6]

O culegere lirică, Poèmes sans vergogne, i-a apărut în 2005 în Franța, la Editura „Le Temps qu’il Fait“.
- Apocalipsa după Marta, integrala poeziei , Polirom, 2011, serie de autor, 466 p.

## Eseist și istoric al filosofiei românești
- Teze neterminate, București, Ed. Cartea Românească, 1991
- Jocurile manierismului logic, 1995
- Un trecut deocheat sau „Schimbarea la față a României“ 1999; ediția a doua, 2004; cu titlul Cioran sau un trecut deocheat, ediția a treia, 2011, Editura Polirom, colecția serie de autor; carte apărută în S.U.A., în 2005, cu titlul An Infamous Past: E. M. Cioran and the Rise of Fascism in Romania
- Ionescu în țara tatălui, 2001; ediția a doua, 2002); apărut în 2011 în Serbia, la Editura Kov din Vârșeț, cu titlul "Ionesko y ocevoi zemlîi"
- Filosofia lui Caragiale, București, Editura Albatros, 2003
- Filosofii paralele, 2005 [7]
- Despre bolile filosofilor. Cioran 2008; volum apărut întîi în Serbia, cu titlul O bolestima filozofa. Cioran"
- Diavolul și ucenicul său: Nae Ionescu - Mihail Sebastian, Iași, Ed. Polirom, 2009, serie de autor; ediția a doua, 2010 [8]
- De la Junimea la Noica. Studii de cultură românească, Iași, Ed. Polirom, 2011, serie de autor
- Filosofia lui Caragiale, ediția a doua revăzută și adăugită, Iași, Editura Polirom, 2012, serie de autor.
- O zi din viața mea fără durere. Eseuri, Iași, Editura Polirom, 2012, Serie de autor.
- Ionescu în țara tatălui, Iași, Editura Polirom, 2012, Serie de autor.
- "Jocurile manierismului logic", Iași, Editura Polirom, 2013, Serie de autor.
- Blaga, între legionari și comuniști, Iași, Editura Polirom, 2021. Premiul Scriitorul anului 2021, acordat de Uniunea Scriitorilor din România.

A publicat, sub titlul Conversații cu… (2004 și 2006), două volume de  interviuri cu personalități ale vieții intelectuale românești.
A gândit și alcătuit mai multe volume tematice de confesiuni (În lumea taților, 2004; Cele 10 porunci, 2007; Scriitorul și trupul său, 2007).
A prefațat și îngrijit ediții de carte de filosofie și de literatură (Nae Ionescu, Bucur Țincu, Arthur Dan, Constantin Rădulescu-Motru, Radu Stanca, D. D. Roșca, Alexandru Vona, Zaharia Boilă, Radu Petrescu ș.a.).
Alte volume, în colaborare: Vlad Mugur, spectacolul morții (2001), Sadovaia 302 bis (2006).
Prezentă în numeroase antologii de poezie din țară și din străinătate.
Prezentă cu studii de filosofie românească și cu eseuri în numeroase volume colective din țară și din străinătate.

## Colaborări la antologii de poezie apărute în străinătate
1. Savremena rumunska poezija, prisedio i preveo Petre Krudu, Ip Svetovi, Novi Sad, 1991, p. 154-156, ISBN 86-7047-125-6
2. Young Poets of a New Romania, translated by Brenda Walker, London & Boston, Forest Books, 1991, ISBN 0-948259-89-2
3. Dan Destin, Incertitudes, Montreal, Ed. Humanitas, 1992
4. Streiflicht – Eine Auswahl zeitgenössischer rumänischer Lyrik (81 rumänische Autoren), - "Lumina piezișă", antologie bilingvă cuprinzând 81 de autori români în traducerea lui Christian W. Schenk, Dionysos Verlag 1994, ISBN 3980387119
5. Transylvanian Voices, An Anthology of contemporary poets from Cluj-Napoca, translaled by Adam J. Sorkin and Liviu Bleoca, Iași, The Romanian Cultural Foundation, 1994, ISBN 1223-1908
6. An Anthology of Romanian Women poets, Ed. by Adam J. Sorkin and Kurt W. Treptow, New York, Columbia University Press and Romanian Cultural Foundation Publishing House, 1994, ISBN 0-88033-294-8
7.Orte-Schweizer Literaturzeitschrift, nr. 87, dec.-ian. 1994, Memmingen, ISBN 3-85830-036-5
8. Recueil, nr. 29, iarna 1994, Champs Vallon, ISBN: 287673, ISSN 0752-2711
9. Adam J. Sorkin and Kurt W. Treptow, 'An Anthology of Romanian Women Poets, The Center for Romanian Studies, Columbia University Press and Romanian Cultural Foundation Publishing House, Iași, 1995, ISBN 973-9155-72-8
10. Emanuele Beltini, Approdi, Andologia di poesia mediterranea, în trad. lui Marco Cugno, Marzorati Editore, 1996
11. Marco Cugno, La poesia romena del Novecento, Alessandria, Edizioni dell'Orso, 1996, ISBN 88-7694-237-8
12. Adam J. Sorkin și Liviu Bleoca, Transilvanian Voices, second edition, East European Monographs, Columbia University Press, 1994, The Center for Romanian Studies, Iași, 1997, ISBN 973-98091-4-6
12 bis. Dieter Schlesak, Gefährliche Serpentinen, Berlin, Edition Druckhaus, 1998, ISBN 3-933149-01-0
14. 28 poetek rumunskich, Wybom dokonala Denisa Comănescu, trad. Kazimierz Jurczak, Ewa Rossi, București, Universal Dalsi, 1999, ISBN: 973-9409-26-6
15. Bonniers Litterära Magasin, nr. 2, 1999, Stockholm, ISBN 91-0-056993-3
16. Irina Petraș, Poètes roumains contemporains, Ed. Écrits des Forges, Québec, Canada, Ed. Didactică și pedagogică, România,  2000, p. 159-163, ISBN: 2-89046-474-1
17.  Comme dans un dessin de Escher (antologie), huit poètes roumain, traduits par Olivier Apert, Alain Paruit, Ed Pastenague et Odile Serre, Éditions Phy & Écrit des Forges, 2002 (Belgia-Franța-Canada), ISBN 2-87962-143-7
18. Dan Shafran, Ny Lyrisk brevväxling, Forlag Rumänska Kulturstiftelsen, 2002, ISBN 973-577-344-9
19. Beacons, vol. eight 2002, ISBN 0-914175-16-5
20. Poèmes, trad. par Allain Paruit, Odile Serre, M. Pastenague, în Seine et Danube, Paris, Ed. L'esprit des péninsules, Méditerranée 4, 2004, p. 135-136, ISBN 2-84636-044-8
21. Les belles Etrangeres, Douze ecrivains roumains, Paris L'Inventaire, 2005, ISBN 2-910490-80-7
22. Portate i verbi, Biografie d'autunno, în Marco Cugno, La poesia romena del Novecento, Alessandria, Edizioni dell'Orso, 2008, ISBN 88-7694-237-8, p. 431-435 (Italia) ISBN 978-88-7694-237-8
23. Born in Utopia, An Anthology of Modern and Contemporary Romanian Poetry, Edited by Carmen Firan and Paul Doru Mugur, with Edward Foster, Talisman House Publishers, Jersey-City, p. 264-268, I.S.B.N.: 1-58498-050-8;
24. Comme une epee, in Confluences poetiques, no. 3, Paris, p. 177, ISBN 978-2-9533497-0-2
25. L'Elue, in Confluences poetiques, no. 3, Paris, p. 178, ISBN 978-2-9533497-0-2
26. Le circuit de l'eau dans la nature, in Confluences poetiques, no. 3, Paris, p. 179-180, ISBN 978-2-9533497-0-2
27. La peau contre laquelle je m'appuie, in Confluences poetiques, no. 3, Paris, p. 179-181, ISBN 978-2-9533497-0-2
28. The Last Jugement, p. 81-82, translated by Adam Sorkin, in Modern Poetry in translation, no. 3, 2009, ISBN 978-0-9559064-2-8, Editor: The Queen's College, Oxford, UK
29. Vecernea, 12+1: Cina, 12+1, p. 139-154, cu 8 poeme publicate bilingv. Florilegiu de poezie contemporană și rusă, selecție, traducere de Chiril Covalgi și Leo Butnaru, Moscova, Ed. Futurum-Art-Vest-Konsalting, 2010, ISBN 978-5-903321-91-9.
30. Arion, Jurnal poezîi, nr. 65, p. 122-123, traducere de Chiril Covalgi, Moscova, nr. 1, 2010,  ISSN: 1562-8515.
31. De dag van de razernij, De Boodschappers, Skelet, De Apocalyps volgens Marta, Psalm, De jammerklacht, De plek, in Engel in het raam, hedendaagse poezie uit Roemenie, p. 131-144, Samenstelling, inleiding en vertaling door Jan H. Mysjkin, Mircea Ivanescu, Ileana Mălancioiu, Dinu Flămand, Nichita Danilov, Marta Petreu, Daniel Bănulescu, Constantin Abăluta, Angela Marinescu, Mircea Dinescu, Alexandru Mușina, Ioan Es Pop, Ruxandra Cesereanu, Ghent, Belgia, Poezie Centrum, 2010, ISBN 978-90-5655-434-7.
32. Orphelinat en hiver, La descente des anges, J'accepte, Quelque chose de nous, Traduits du roumain par Ed Pastenague, în Seine et Danube, nr. 2, 2010, http://www.seineetdanube-atlr.fr/marta_petreu.html Arhivat în 22 iunie 2010, la Wayback Machine.
33. Testament - Anthology of Modern Romanian Verse / Testament - Antologie de Poezie Română Modernă  - second edition (bilingual version English/Romanian) - editor and translator Daniel Ionita, with Eva Foster, Rochelle Bews, and Prof.Dr.Daniel Reynaud - Editura Minerva, January 2015. ISBN 978-973-21-1006-5
34. * Pieta - Eine Auswahl rumänischer Lyrik, Dionysos, Boppard, 2018, în traducerea și selectarea lui Christian W. Schenk, ISBN 9781977075666;
35. Testament - 400 Years of Romanian Poetry - 400 de ani de poezie românească - bilingual edition - Daniel Ionita (editor and principal translator) with Daniel Reynaud, Adriana Paul & Eva Foster - Editura Minerva, 2019 - ISBN: 978-973-21-1070-6

## Premii și distincții
- Premiul Uniunii Scriitorilor din România (1981, 1997)
- Premiul Filialei Cluj a Uniunii Scriitorilor (2003, 2005, 2006)
- Premiul pentru eseu al Uniunii Scriitorilor din Republica Moldova (2003)
- Premiul revistei Poesis (1993, 2001)
- Premiul „George Bacovia“ al revistei Contemporanul (1993)
- Premiul „Nichita Stănescu“ (1997)
- Premiul „Henri Jacquier” (2001)
- Marele Premiu „Lucian Blaga“ (2002)
- Premiul „Tudor Arghezi“ (2008)
- Premiul Salonului de Carte Oradea pentru Poeme nerușinate (1993)
- Premiul Salonului Național de Carte Cluj pentru Cartea mâniei (1997)
- Trofeul Societății „Eugen Ionescu“ (Slatina, 2001)
- Premiul internațional „Lillian Hellman/Dashiell Hammett Grant“ pe 2001, acordat de Human Rights Watch
- Premiul ARIEL, 2010, pentru Diavolul și ucenicul său: Nae Ionescu - Mihail Sebastian
- Premiul Poesis Satu-Mare pentru proză, 2011, pentru romanul Acasă, pe Cîmpia Armaghedonului
- Premiul Liviu Rebreanu pentru proză, 2011, acordat la „ Zilele Liviu Rebreanu”, Bistrița, 2011, pentru romanul Acasă, pe Cîmpia Armaghedonului
- Premiul „ CARTEA ANULUI” 2011, acordat de revista „România literară” cu sprijinul Fundației Anonimul, pentru romanul Acasă, pe Cîmpia Armaghedonului
- Premiul cea mai bună carte de ficțiune a anului 2011, decernat de Gala Industriei de Carte din România, mai 2012, pentru romanul Acasă, pe Cîmpia Armaghedonului
- Premiul Liviu Rebreanu acordat la Zilele Liviu Rebreanu, Bistrița, 2011, pentru romanul Acasă, pe Cîmpia Armaghedonului
- Premiul revistei Observator cultural pentru eseu, 2012,pentru volumul De la Junimea la Noica. Studii de cultură românească
- Premiul pentru cea mai bună intervenție a Colocviului la Colocviul romanului românesc, mai, Alba Iulia 2012, pentru arta scriitoricească “Decalog”
- Romanul Acasă, pe Cîmpia Armaghedonului, selectat pentru participarea la Festivalul primului roman, Chambery, mai-iunie 2012, ediția a XXV-a.

Face parte din gruparea literară Echinox; este membră a Uniunii Scriitorilor din România și a Fundației Culturale Apostrof.

### Decorații
- Ordinul național „Serviciul Credincios” în grad de Cavaler (1 decembrie 2000) „pentru realizări artistice remarcabile și pentru promovarea culturii, de Ziua Națională a României”[9]